# الگار (فیلم)
الگار (انگلیسی: Elgar) یک فیلم به کارگردانی کن راسل است.